# Alois Brunner
Alois Brunner, född 8 april 1912 i Nádkút, Kungariket Ungern, död troligen 2001 eller 2010 i Damaskus, var en österrikisk SS-Hauptsturmführer. Under andra världskriget var Brunner tjänsteman vid Reichssicherheitshauptamt (RSHA), Tredje rikets säkerhets- och underrättelseministerium och en av Adolf Eichmanns närmaste medarbetare. Brunner var ansvarig för deportationer av över 100 000 franska, grekiska, österrikiska och slovakiska judar till Auschwitz och andra koncentrationsläger. Vid sin död var han den kanske mest eftertraktade krigsförbrytaren från andra världskriget som gjort sig skyldig till omfattande brott mot mänskligheten från en ledande position, inklusive i det ockuperade Frankrike. Större delen av sitt liv var han bosatt i Syrien. 
Efter kriget flydde Brunner och bosatte sig i Damaskus, där han levde under namnet Georg Fischer. I Syrien försörjde han sig bland annat som vapenhandlare samt rådgivare åt Assadregimen. Under exilen utsattes han för ett flertal mordförsök av Mossad, som enligt uppgift berövat honom ett öga och flera fingrar. Uppgifter om att Brunner varit involverad i framställning av kemiska vapen framkom 2017 efter debatten om sådana vapen använts i Syrienkriget. Enligt en uppgift från Simon Wiesenthal-centret 2014 avled Brunner 2010 i Damaskus; andra källor hävdar att det är mer troligt att Brunner avled 2001 eller möjligen redan i mitten av 1990-talet. Som konsekvens av inbördeskriget i Syrien och avbrytandet av Assads närmande till väst och Israel har ärendet förfallit, och Brunners död inte kunnat verifieras. Brunner dömdes, i sin frånvaro, till livstids fängelse av en fransk domstol i mars 2001. 

## Biografi
Alois Brunner blev medlem i Nationalsocialistiska tyska arbetarepartiet (NSDAP) 1931.
Brunner var en av Eichmanns närmaste medhjälpare och anses enligt beräkningar vara ansvarig för att sammanlagt 128 500 personer deporterades från Österrike, Grekland och Frankrike till nazisternas förintelseläger. Åren 1943–1944 var han kommendant för det franska interneringslägret Drancy utanför Paris. Efter andra världskriget flydde Brunner först till Egypten och sedan till Syrien. I Syrien har han varit verksam som rådgivare åt regeringen.
I en telefonintervju för Chicago Sun-Times 1987 uppgav Brunner bland annat följande:
| ” | Alla [judar] förtjänade att dö, eftersom de var djävulens hantlangare och mänskligt avskräde. Jag ångrar ingenting och jag skulle göra det igen. | „ |

Den 2 mars 2001 dömde en fransk domstol Brunner in absentia till livstids fängelse för brott mot mänskligheten. Tillsammans med Aribert Heim var Brunner en av de sista tyska nazistiska krigsförbrytarna på fri fot och som länge antogs fortfarande vara vid liv. Enligt obekräftade uppgifter skulle Brunner, under det antagna namnet Georg Fischer, ha avlidit 1996.

## Brevbomber
Den 13 september 1961 skulle Brunner hämta ut ett paket på ett postkontor i Damaskus. Innan han hade hunnit lämna lokalen, detonerade bomben och dödade två postanställda. Själv förlorade Brunner vänster öga. I juli 1980 mottog Brunner en ny brevbomb, som vid detonationen berövade honom samtliga fingrar på vänster hand utom tummen. Det har inte klarlagts vem eller vilka som låg bakom brevbomberna, men misstankar har riktats mot den israeliska underrättelsetjänsten Mossad och den franska terroristorganisationen La Main rouge.

## Påstådd död
Den 1 december 2014 meddelade direktorn för Simon Wiesenthal-centret, Efraim Zuroff, att han var till 99 procent övertygad om att Brunner avlidit i Syrien någon gång under år 2010. Detta enligt information från en "pålitlig" tysk före detta hemlig underrättelseagent som tjänstgjort i Syrien. Enligt agenten skulle Brunner ha begravts på en okänd plats i Damaskus under 2010. Enligt Zuroff har det syriska inbördeskriget gjort det omöjligt att exakt lokalisera Brunners gravplats. Författarna till boken Mannen i Damaskus ifrågasätter uppgiften om att Brunner dog så sent som 2010 och tror det är mer sannolikt att han avled redan någon gång i mitten av 1990-talet. Författarna anser att det är mindre troligt att Brunner som skadats av två brevbomber skulle blivit 98 år gammal. Dessutom har författarna uppgifter om att Brunner fördes bort i en ambulans under 1990-talets första hälft och har därefter inte syns till.